# Нова Пустош
Нова Пустош (рос. Новая Пустошь) — присілок у Всеволожському районі Ленінградської області Російської Федерації.
Населення становить 106 осіб. Належить до муніципального утворення Колтушське сільське поселення.

## Історія
Від 1 серпня 1927 року належить до Ленінградської області.

## Населення
| 2007 | 2010 | 2017 |
| ---- | ---- | ---- |
| 110  | ↗167 | ↘106 |